# پایگاه هواپیمای شناور وایلی
پایگاه هواپیمای شناور وایلی  (به انگلیسی: Wiley's Seaplane Port) یک فرودگاه خصوصی است که یک باند فرود آب دارد و طول باند آن ۹۱۴ متر است. این فرودگاه در کشور ایالات متحده آمریکا قرار دارد و در ارتفاع ۳ متری از سطح دریا واقع شده است.